# Friedrich Wiedermann

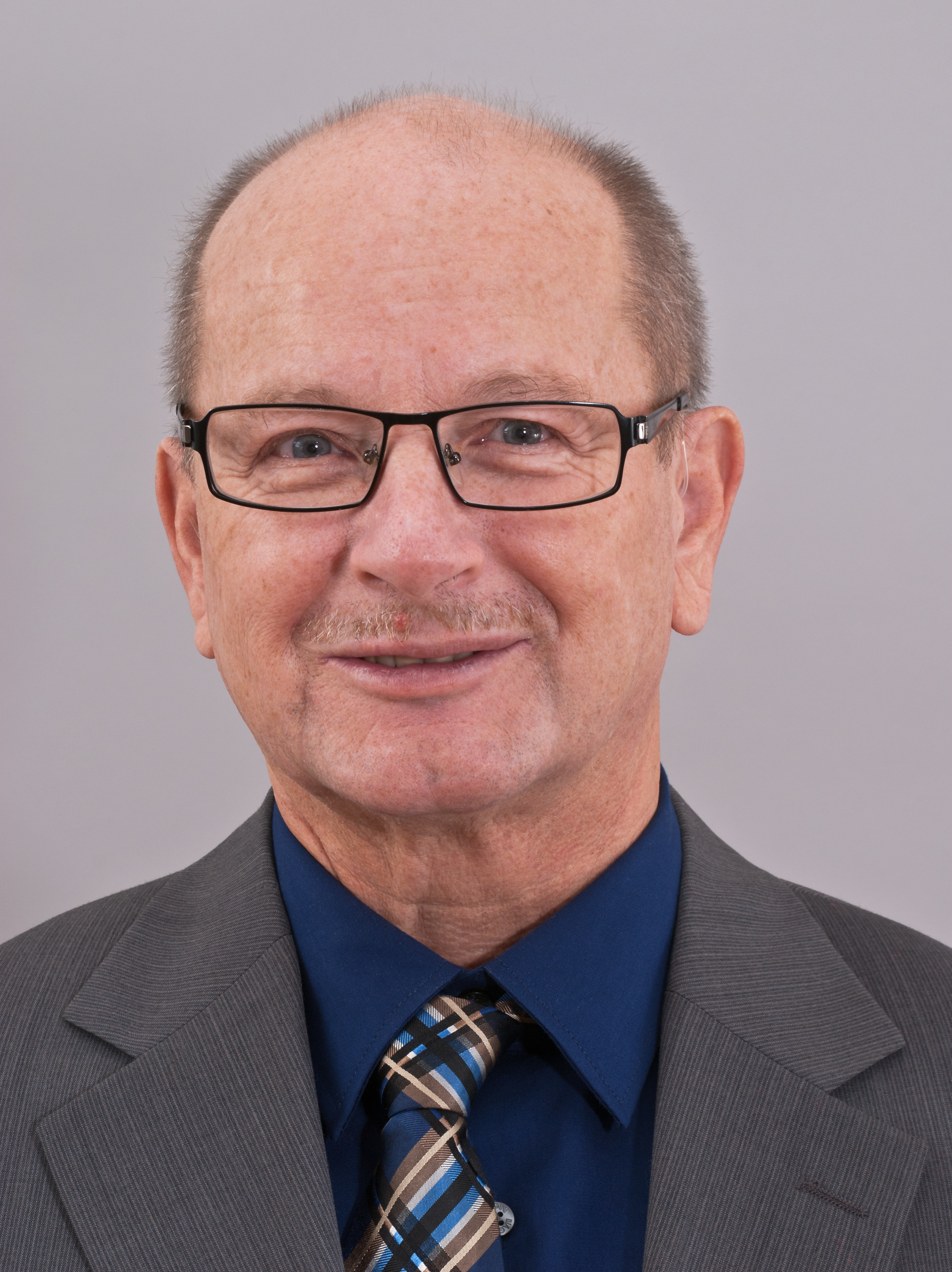
Friedrich Wiedermann (2012)

Friedrich Wiedermann (* 18. Juni 1951 in Thalgau) ist ein österreichischer Politiker (FPÖ bzw. FPS) und ehemaliger Gendarmeriebeamter. Wiedermann war zwischen 1999 und 2004 und von 2009 bis 2018 erneut Abgeordneter der FPÖ bzw. FPS zum Salzburger Landtag.

## Ausbildung und Beruf
Wiedermann besuchte von 1957 bis 1961 die Volksschule in Thalgau und wechselte danach bis 1965 an die Hauptschule in Mondsee. Auf die Schulausbildung folgte zwischen 1965 und 1968 eine Lehre als Kfz-Elektriker, die er 1968 mit der Gesellenprüfung abschloss. Im Jahr 1970 trat Wiedermann in den Dienst der Bundesgendarmerie und wurde 1972 als Gendarmeriebeamter ausgemustert und an den Gendarmerieposten Wals-Siezenheim versetzt. Zur Kriminalabteilung des Landesgendarmeriekommandos Salzburg wechselte er 1976 und absolvierte in den Jahren 1979 und 1980 eine Ausbildung zum dienstführenden Beamten an der Gendarmeriezentralschule in Mödling. Wiedermann war von 1993 bis 2001 als stellvertretender Leiter des Ermittlungsbereiches „Organisierte Kriminalität“ tätig und wurde 2002 zum Chefinspektor ernannt. In der Folge leitete Wiedermann zwischen 2002 und 2004 den Ermittlungsbereich „Suchtmittelkriminalität“.

## Politik
Wiedermann trat 1994 der FPÖ bei und wurde 1996 zum Ortsparteiobmann der FPÖ Wals-Siezenheim gewählt. Zwischen 1998 und 2002 hatte er die Funktion des stellvertretenden Bezirksparteiobmanns inne, 2003 übernahm er die Funktion des Bezirksparteiobmanns der FPÖ Flachgau. Seit 2009 ist Wiedermann zudem Landesparteiobmann-Stellvertreter der FPÖ Salzburg.
Wiedermann wurde 1998 in die Gemeindevertretung von Wals-Siezenheim gewählt, der er bis 2004 angehörte. Er war zudem von 1999 bis 2004 Abgeordneter zum Landtag und wurde am 22. April 2009 erneut als Landtagsabgeordneter angelobt. Nach der Landtagswahl in Salzburg 2018 schied er aus dem Landtag aus.